# نسل گمشده (فیلم ۱۹۶۸)
«نسل گمشده» (مجاری: Falak) فیلمی در ژانر درام است که در سال ۱۹۶۸ منتشر شد.